# Volvariella surrecta
A Volvariella surrecta é uma espécie de fungo da família Pluteaceae. Embora rara, a espécie é amplamente distribuída, tendo sido relatada na Ásia, América do Norte, norte da África, Europa e Nova Zelândia. O fungo cresce como um parasita nos basidiomas de outros cogumelos com lamelas, geralmente Clitocybe nebularis. Os cogumelos V. surrecta têm píleos brancos ou acinzentados com pelos sedosos de até 8 cm de diâmetro e lamelas brancas que se tornam rosadas na maturidade. O estipe, também branco, tem até 9 cm de comprimento e uma volva em forma de saco em sua base.

## Taxonomia

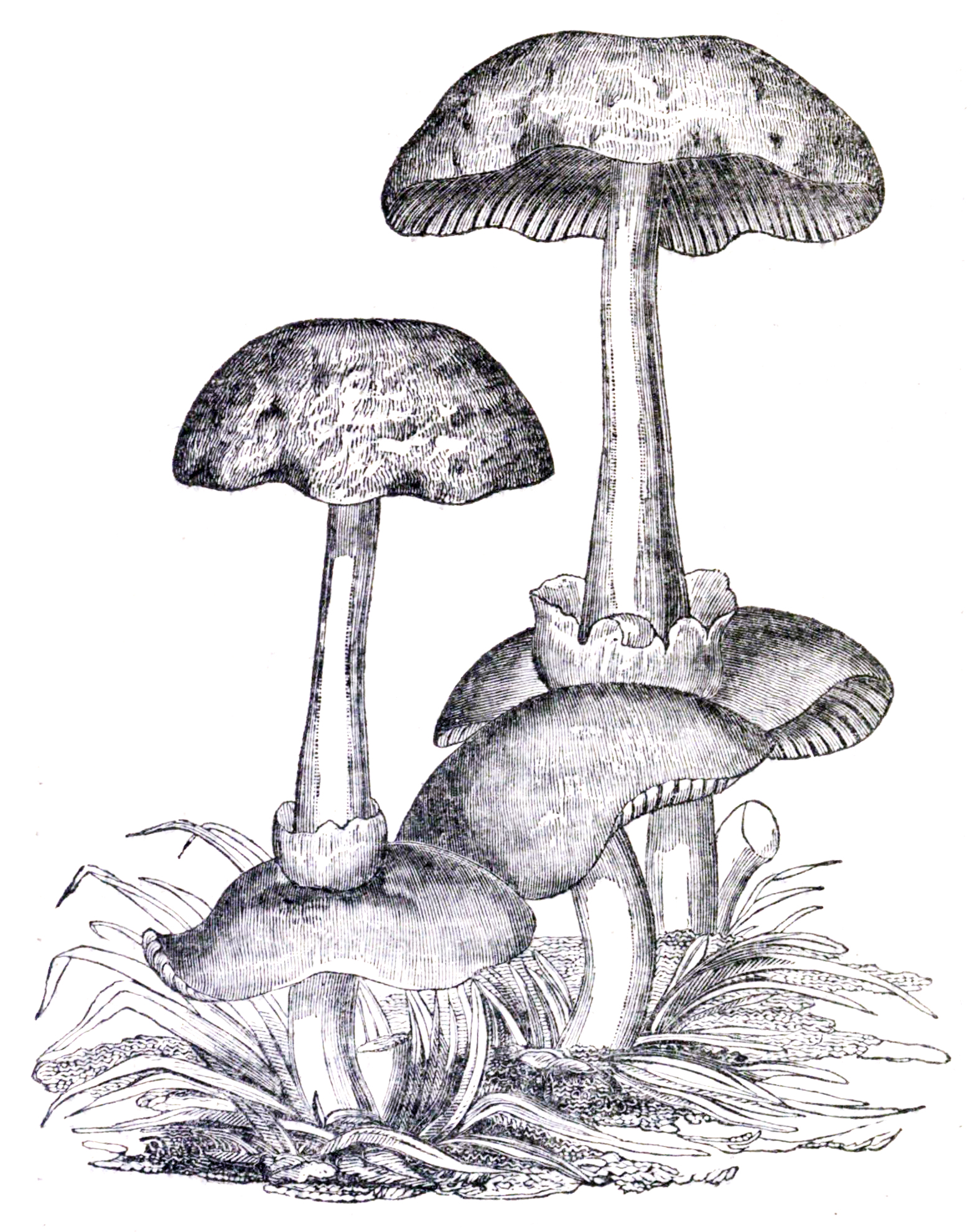
Desenho de Knapp de 1829 da Agaricus surrectus.

A espécie foi mencionada pela primeira vez na literatura científica como Agaricus surrectus pelo botânico inglês John Leonard Knapp em seu Journal of a Naturalist de 1829. Knapp descreveu a espécie e a ilustrou em uma xilogravura. Ele escreveu:
Temos até mesmo um agárico, com uma raiz bulbosa e píleo felpudo, que brotará do ápice liso de outro (agaricus caseus), que tem um pedúnculo uniforme, embora não seja de ocorrência comum. Assim, descobre-se que uma planta, que surge da decomposição, constitui um solo para outra; e o fim dessa cadeia de eficiência está oculto para nós.
Sete anos mais tarde, Miles Berkeley descreveu o fungo como Agaricus loveianus, sem saber da publicação anterior de Knapp, e escreveu que se tratava de "uma espécie muito elegante e curiosa que (...) parece não ter sido notada até agora". O nome de Berkeley foi frequentemente usado na literatura para se referir ao fungo por mais de um século, em vez do nome de Knapp. Em sua North American Flora de 1917, William Alphonso Murrill propôs uma nova combinação de nomes para a espécie com base no nome de Berkeley, Volvariopsis loweiana. Em 1942, John Ramsbottom descobriu a imagem de Knapp e a descrição do fungo e, percebendo que se referia à mesma espécie que a Agaricus loveianus de Berkeley, fez a nova combinação Volvaria surrecta. Rolf Singer transferiu-a para o gênero Volvariella em 1951, dando-lhe o nome pelo qual é conhecida atualmente.
A análise molecular das sequências de DNA sugere que a V. surrecta pertence ao grupo Volvariella pusilla, um agrupamento de espécies de Volvariella relacionadas que produzem basidiomas pequenos e brancos. Nessa análise, a V. surrecta formou um subclado com a V. hypopithys. Quase 90 anos antes, Paul Konrad e André Maublanc reconheceram o parentesco dessas espécies e propuseram que a V. surrecta deveria ser considerada uma subespécie da V. hypopithys.
O epíteto específico surrecta significa "surgir" em latim. O epíteto de Berkeley, loveianus, homenageia o naturalista britânico e reverendo Richard Thomas Lowe. O cogumelo é comumente conhecido na língua inglesa como "lamela rosada costas de porco" (piggyback rosegill).

## Descrição

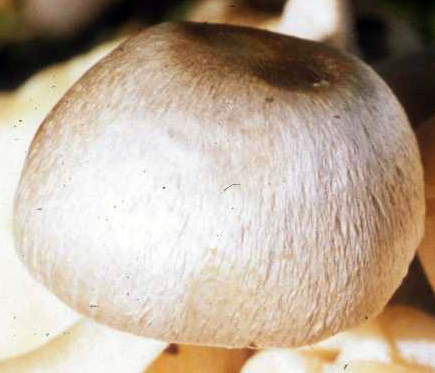
O píleo tem uma superfície sedosa, com um centro amarelado a marrom.

Os basidiomas têm píleos que são inicialmente ovoides (em forma de ovo). Mais tarde, eles se tornam em forma de sino ou convexos antes de se achatarem, atingindo diâmetros de 2,5 a 8 cm. As vezes, o píleo tem um umbo raso, embora a presença dessa característica não seja constante. A superfície do píleo é seca e coberta por pelos longos e sedosos; a cor é branca a cinza-claro, com um centro amarelado ou marrom. As lamelas não são presas ao estipe e estão agrupadas umas as outras; elas são inicialmente brancas, tornando-se mais tarde rosadas. Há muitas lamelas curtas, que não se estendem totalmente da margem da píleo até o estipe, intercaladas entre as lamelas. O estipe tem de 4 a 9 cm de comprimento por 4 a 12 mm de espessura, e largura aproximadamente igual em todo o comprimento ou um pouco mais espesso na base. Sua cor é branca a cinza-claro, e a superfície do estipe é fibrilosa comprimida, com um revestimento pruinoso próximo ao ápice. A volva branca mede de 1,3 a 2,5 cm de altura e de 0,6 a 1,3 cm de largura, e tem uma margem lobada. O cogumelo não é comestível.
A cor da esporada é castanho-rosada. Os esporos têm formato oval, medindo 5,4 a 7,6 por 3,4 a 4,9 μm. Os basídios (células portadoras de esporos) são em forma de taco, com quatro esporos e medem de 20 a 31 por 5 a 10 μm. Os pleurocistídios (cistídios na face da lamela) são fusoides-ventriculares (nitidamente aumentados no meio e afilados em ambas as extremidades), as vezes com um pescoço alongado. Os queilocistídios (cistídios na borda da lamela) também são fusoides-ventriculares com um pescoço que as vezes é curto e bulboso; medem 25 a 50 por 6 a 20 μm. As hifas não têm fíbulas.

### Espécies semelhantes
Devido à sua ocorrência nos basidiomas de outros agáricos, é improvável que a V. surrecta seja confundida com outros cogumelos. Outros cogumelos parasitas incluem espécies de Asterophora, mas essas espécies têm lamelas grossas em comparação com as lamelas finas da V. surrecta. As espécies de Collybia, incluindo C. cookei, C. cirrhata e C. tuberosa, são saprófitas e crescem nos restos enegrecidos e deteriorados de outros agáricos. Seus basidiomas são muito menores do que os da V. surrecta, com diâmetros de píleo de até 2 cm. Embora algumas outras espécies de Volvariella tenham aparência semelhante à da V. surrecta, elas crescem na grama ou em folhas.

## Habitat e distribuição

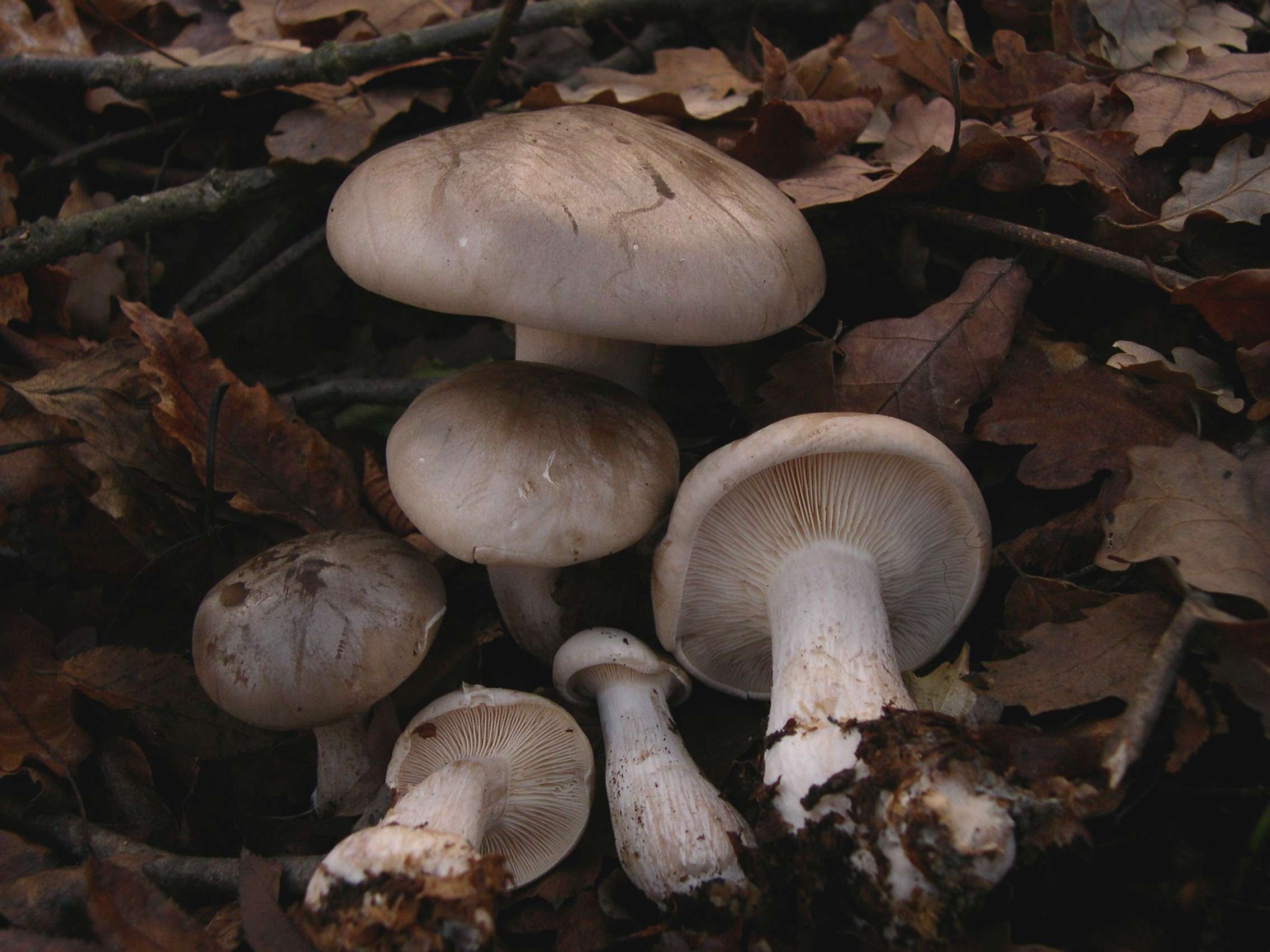
O Clitocybe nebularis é um cogumelo hospedeiro comum da V. surrecta.

A Volvariella surrecta cresce parasitariamente nos basidiomas de espécies de Clitocybe, geralmente  C. nebularis, embora tenha sido relatada crescendo em espécies de Tricholoma, bem como em Melanoleuca brevipes. Os cogumelos crescem em grupos e frutificam no verão e no outono. O cogumelo hospedeiro as vezes é malformado e assume uma aparência irregular. Em uma publicação anterior, Charles Bagge Plowright comentou: "A figura de Berkeley... é bastante enganosa. Assim como a dada por Knapp sob o nome de Agaricus surrectus ..., na medida em que mostram o Agaric (A. nebularis), no qual é parasita, em uma condição muito robusta. Em meu espécime, o hospedeiro (A. nebularis) estava bastante encharcado e colapsado, de modo que era praticamente irreconhecível, a menos que se soubesse que espécie esperar".
A Volvariella surrecta é uma espécie rara, embora seu principal hospedeiro seja bastante comum; as condições necessárias para que o parasita produza basidiomas não são bem conhecidas. Alguns autores sugeriram que ela pode se desenvolver igualmente bem como parasita ou saprófita. A V. surrecta foi encontrada em seu hospedeiro em vários tipos diferentes de habitat, incluindo bosques de bétulas, plantações de pinheiros, arbustos, moitas de pequenas árvores ou arbustos ao lado de estradas e sob espinheiros. Não foi determinada uma preferência definitiva pelo tipo de solo, tendo sido encontrada em areias, argila, cascalhos e turfa. Em 1867, Worthington George Smith relatou que havia cultivado a espécie com sucesso enterrando parcialmente os basidiomas sob folhas de abeto apodrecidas e encharcadas de água, colocadas em um frasco de vidro em uma sala quente. De acordo com seu relato, um micélio branco cresceu sobre as folhas e, por fim, formou pequenos pinos brancos (basidiomas imaturos e indiferenciados) que se transformaram em cogumelos totalmente formados cerca de duas semanas após o início.
A distribuição geográfica do fungo inclui a América do Norte no norte do México, o norte da África, a Europa, a Nova Zelândia, e a Ásia (região de Amur na Rússia, Índia, e Coreia). 

## Links externos
- Volvariella surrecta em Index Fungorum
- Imagens em Mushroom Observer